# Nevetés

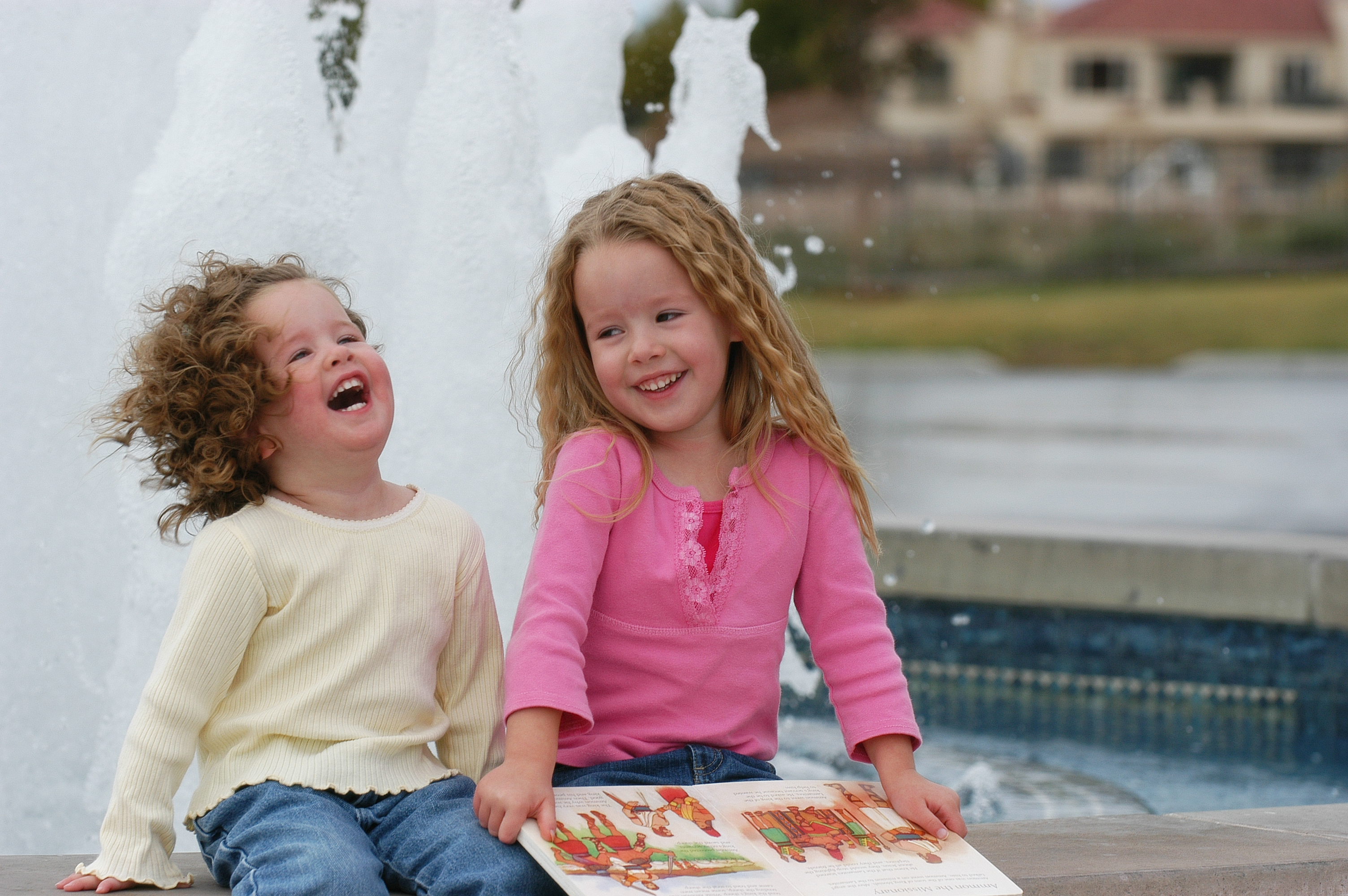
Nevető gyermekek

A nevetés más néven kacagás egy olyan testi fizikai és élettani reakció, amely a megélt boldogságról, élvezetről, pozitivitásról tesz tanúbizonyságot. Jóllehet, általánosságban komikus helyzetekben átélt mimikai megnyilvánulás és pozitív érzelmekkel társítják, ugyanakkor félelemmel, bocsánatkéréssel is asszociálható. Számos tényező befolyásolja a gyakoriságát, kifejezettségét, mint az életkor, kultúra, anyanyelv és az adott szituáció kibontakozása, illetve egyéni megélése.
Az emberi viselkedés részéhez tartozik, amely az agyvelő által irányított, és szerepe van az ember szándékainak tisztázásában, mimikai reakcióba való átfordításában, mely megkönnyíti az emberi kommunikációt így hozzájárul bizonyos pszichoszocializációs folyamatok kiépítéséhez. A tudomány azon ága, mely a nevetést tanulmányozza a gelotológia (a görög 'gelos' = nevetés szóból)

## Meghatározás és jellemzői
Bár pszichológiai hátteret és jelentőséget tulajdonítanak neki, a folyamatot csiklandozással, vegyi anyagokkal (pl. kéjgáz) is elő lehet idézni. A kutatók a nevetést szorosan genetikai háttérhez csatolják, egyrészt az újszülöttek korai nevetési reakciója, másrészt különvált ikertestvérek azonos nevetési ízlése alapján. Az öröklődés evidens bizonyítéka a siketvakok nevetési képessége. Ugyanakkor nem hagyhatjuk figyelmen kívül az evolúciós jelentőségét, hiszen valamennyi emlős körében megfigyelhető a jelenség.
A nevetésnek számtalan formája van, mint a gúnyos, horkantó, hamis stb.

## Élettan
A mai neurobiológiai ismeretek szerint a nevetést a vmPFC, vagy ventromediális prefrontális cortex és az általa kibocsátott endorfinokhoz kötik. Jól lokalizált agyi központja nem létezik, ugyanakkor számos agyterület bizonyítottan szerepet játszik a kialakulásában, legfontosabb megemlítendő az érzelmi magatartásokért felelős limbikus rendszer (ezen belül az amygdala és hypocampus), így más érzelmi megnyilvánulások (mint a félelem) központjaival is kapcsolatba hozható. Figyelembe véve, hogy a nevetés élettani megnyilvánulásokkal jár, mint a szájzugok elmozdulása superolaterális irányba (M. risorius, M. buccinator stb.), vagy a könnyezés (agytörzsi reflex), kapcsolatba hozható a hipotalamusszal és az agytörzzsel.
Egy 1987-es publikációban leírtak szerint a periaquaductális substantia grisea közelében lévő tegumentum az érzelmi kifejezések integrációs központja.
Számos vegyület idézhet elő nevetést, ilyen a cannabis vagy az etanol, mely a gátlásosság csillapításával derűt, felszabadulást varázsol fogyasztói számára. Egyes hallucinogének, mint a látnokzsálya (Salvia divinorum) hatóanyaga, a szalvinorin A is képes irányíthatatlan, erőteljes nevetést előidézni. A régen érzéstelenítésre használt kéjgáz, vagy nitrogén-monoxid (protoxid) az egyik legismertebb kacagáskeltő, gáz formájában inhalálva hamar kifejti hatását, glutamáterg receptorok gátlásával (NMDA, AMPA kainát), dopamin felszabadítással, és számos más receptorra hatva euforikus kedélyállapotot idéz elő. A glutamáterg inhibíciója révén nagy mennyiségben disszociatív szer, így hallucinációkat okoz.
Létezik egy ritka neuropszichológiai jelenség, amely során az illető képtelen hangokkal társítva nevetni, vagyis „némán nevet”. Ez az afonogélia.

## Egészség
Egy 2005-ös marylandi kutatásnál bebizonyosodott, hogy a nevetés jótékony hatást gyakorol az érrendszerre, mégpedig úgy, hogy a nevetés során a hipotalamusz által termelt ß-endorfinokhoz hasonló vegyületek az erek legbelső rétegének az endotheliális receptorokra csatlakozva nitrogén-monoxid keletkezését indukálják, mely vasodilatációt eredményez. A nitrogén-monoxid a kardiovaszkuláris rendszer védelméhez hozzájárul a gyulladás és trombocita aggregáció csökkenésével is. Egy 2000-es kutatás szerint a szív-érrendszeri betegségben szenvedők 40%-a kevésbé értékeli a humort mint az átlag populáció.
Számos más jótékony hatást is gyakorol az emberi szervezetre. Kimutatásra került, hogy jelentősen csökkenti a stresszhormonok szintjét, mint a kortizol vagy adrenalin. A nevetés során a felszabadult endorfin fájdalomcsillapító hatású. Nem utolsósorban immunológiai folyamatokra is hatást gyakorol, növeli az antitest-termelő sejtek számát és serkenti a T-sejtek hatékonyságát.

### Patológia
Egyes ideggyógyászati betegségek során megfigyelhető szokatlan körülmények között jelentkező, vagy nem kívánt nevetés, mint a Parkinson-kórban, pszeudobulbáris bénulásnál, vagy szklerózis multiplexnél. Ezek a betegek nemkívánatos érzést tapasztalnak egy komikus szituáció csattanóján.
Túlzott euforikus hangulattal társulhat szokatlanul gyakori nevetés, ami megfigyelhető mániás-depressziós pszichózisoknál, illetve mániás/hypomániás betegekben. A szkizofréniás psychozisoknál az ellenkezője figyelhető meg: nem tudják megélni jókedvűen a humort.
Nevetőgörcsökről/nevetőrohamról akkor beszélünk, amikor egy trigger, mondjuk egy vicc, egy kontrollálhatatlan, normálisnál hosszabb ideig tartó intenzív nevetéssel társuló rohamszerű állapot idéz elő. Ritkán valódi rohamokkal és/vagy eszméletvesztéssel társulhat. Egyesek szerint ez az epilepszia egyik formája.

### Nevetés terápia
Régóta bevett módszer a nevetés gyógyító erejének használata, mivel egyrészt mindenkinek elérhető, másrészt természetes kezelésnek minősül. Hatékonyságát bizonyítja a stressz és szorongás mérséklődése, az erekre kifejtett és immunológiai pozitív hatásai, melyet bizonyít a porallergiában szenvedők tüneteinek csökkenése. Az endorfintermelődés során fájdalomcsillapításra alkalmas.
A pszichológia sem marad ki a jótékony hatásokból, csökkenti az interperszonális feszültséget, elősegíti a csapatmunka összhangosítását és feloldja konfliktusokat.

## Idézetek
„Az a nap, amelyik nevetés nélkül telik el, elvesztegetett idő.” (Charlie Chaplin)
„Nem dühvel ölsz, hanem nevetéssel.” (Friedrich Nietzsche)
„Tíz év múlva nevetni fogsz azon, amin ma stresszelsz. Akkor miért ne nevess most?!” (Anthony Robbins)